# Campionati europei di badminton a squadre 2016
I Campionati europei di badminton a squadre 2016 si sono svolti a Kazan', in Russia. È stata la 6ª edizione del torneo, organizzato dalla Badminton Europe.

## Podi
| Evento           | Oro       | Argento  | Bronzo               |
| Torneo maschile  | Danimarca | Francia  | Germania Inghilterra |
| Torneo femminile | Danimarca | Bulgaria | Spagna Germania      |